# Lijst van inwonersbenamingen naar plaats- of streeknaam in België
Hieronder volgt een niet-uitputtende lijst van plaatsen, streken of gebieden in België en diens inwonersbenamingen, met de bijbehorende bijvoeglijke naamwoorden (adjectieven).
| Plaats- of streeknaam  | Ook bekend als                        | Naam van de inwoner                         | Bijvoeglijk naamwoord                 | Opmerking                                                            |
| ---------------------- | ------------------------------------- | ------------------------------------------- | ------------------------------------- | -------------------------------------------------------------------- |
| Aalst                  | Alost                                 | Aalstenaar                                  | Aalsters                              |                                                                      |
| Aalter                 |                                       | Aalternaar                                  | Aalters                               | Gemeente in de regio Meetjesland                                     |
| Aarlen                 | Arlon                                 | Aarlenaar                                   | Aarlens                               |                                                                      |
| Aarschot               |                                       | Aarschottenaar                              | Aarschots                             |                                                                      |
| Aartselaar             |                                       | Aartselarenaar                              | Aartselaars                           |                                                                      |
| Aat                    | Ath                                   | Atenaar                                     | Aats                                  |                                                                      |
| Anderlecht             |                                       | Anderlechtenaar                             | Anderlechts                           | Tevens gemeente                                                      |
| Antwerpen              |                                       | Antwerpenaar                                | Antwerps                              |                                                                      |
| De Ardennen            |                                       | Ardenner                                    | Ardens, Ardenner, Ardeens             | Landstreek                                                           |
| Arendonk               |                                       | Arendonkenaar                               | Arendonks                             |                                                                      |
| Balen                  |                                       | Balenaar                                    | Balens                                | Hoofdplaats van de gelijknamige gemeente                             |
| Bastenaken             | Bastogne                              | Bastenakenaar                               | Bastenaaks                            |                                                                      |
| Beek                   |                                       | Bekenaar                                    | Beeks                                 | Plaats in de gemeente Bree                                           |
| Beerse                 |                                       | Beersenaar                                  | Beerses                               | Tevens gemeente                                                      |
| Belle                  | Bailleul                              | Bellenaar                                   | Bels                                  |                                                                      |
| Berchem                |                                       | Berchemnaar, Berchemmenaar                  | Berchems                              | Deelgemeente van Kluisbergen                                         |
| Beveren                |                                       | Beveraar, Bevernaar                         | Bevers                                | Gemeente                                                             |
| Blankenberge           |                                       | Blankenbergenaar                            | Blankenbergs                          |                                                                      |
| Boom                   |                                       | Bomenaar                                    | Booms                                 | Gemeente                                                             |
| Borgerhout             |                                       | Borgerhoutenaar                             | Borgerhouts                           | District van de stad Antwerpen                                       |
| Borgworm               | Waremme                               | Borgwormer                                  | Borgworms                             |                                                                      |
| Born                   |                                       | Border                                      | Borns, Borner                         | Duitstalig dorp in de Belgische gemeente Amel                        |
| Bornem                 |                                       | Bornemmenaar                                | Bornems                               |                                                                      |
| Brasschaat             |                                       | Brasschatenaar                              | Brasschaats                           | Tevens gemeente                                                      |
| Bredene                | Brènienge                             | Bredenaar                                   | Bredens                               | Tevens gemeente                                                      |
| Bree                   | Parel der Kempen                      | Breeë(r)naar                                | Brees                                 | Hoofdplaats van het kanton Bree                                      |
| Brielle                |                                       | Briellenaar                                 | Briels                                |                                                                      |
| Brugge                 | Bruges                                | Bruggeling                                  | Brugs                                 |                                                                      |
| Buggenhout             |                                       | Buggenhoutenaar                             | Buggenhouts                           | Tevens gemeente                                                      |
| Brussel                | Bruxelles                             | Brusselaar                                  | Brussels                              |                                                                      |
| Deerlijk               |                                       | Deerlijkenaar, Deerlijkaan                  | Deerlijks, Deerlijkaans               | Tevens gemeente                                                      |
| Deinze                 |                                       | Deinzenaar                                  | Deinzes, Deins                        | Tevens gemeente                                                      |
| Denderleeuw            |                                       | Denderleeuwenaar                            | Denderleeuws                          | Tevens gemeente                                                      |
| Dendermonde            | Termonde, Deiremonne                  | Dendermondenaar                             | Dendermonds                           |                                                                      |
| Diepenbeek             |                                       | Diepenbekenaar                              | Diepenbeeks                           |                                                                      |
| Diest                  |                                       | Diestenaar                                  | Diesters, Diests                      | Tevens gemeente                                                      |
| Dilbeek                |                                       | Dilbekenaar                                 | Dilbeeks                              |                                                                      |
| Dinant                 |                                       | Dinantenaar, Dinantees                      | Dinants, Dinanter                     |                                                                      |
| Doornik                | Tournai                               | Doornikenaar                                | Doorniks                              |                                                                      |
| Drongen                | Tronchiennes                          | Drongenaar                                  | Drongens                              | Deelgemeente van Gent                                                |
| Duffel                 |                                       | Duffelaar                                   | Duffels                               | Tevens gemeente                                                      |
| Edegem                 |                                       | Edegemnaar, Edegemmenaar                    | Edegems                               | Tevens gemeente                                                      |
| Eeklo                  |                                       | Eeklonaar                                   | Eekloos                               |                                                                      |
| Eigenbrakel            | Braine l'Alleud                       | Eigenbrakelaar                              | Eigenbrakels                          | Tevens gemeente                                                      |
| Ekeren                 |                                       | Ekeraar                                     | Ekers                                 |                                                                      |
| Elsene                 | Ixelles                               | Elsenaar                                    | Elsens                                |                                                                      |
| Erembodegem            |                                       | Erembodegemnaar, Erembodegemmenaar          | Erembodegems                          | Deelgemeente van Aalst                                               |
| Essen                  |                                       | Essenaar                                    | Essens                                | Tevens gemeente                                                      |
| Etterbeek              |                                       | Etterbekenaar                               | Etterbeeks                            | Tevens gemeente                                                      |
| Eupen                  | Néau                                  | Eupenaar                                    | Eupens, Eupener                       | Faciliteitengemeente                                                 |
| Evere                  |                                       | Everaar                                     | Evers                                 | Tevens gemeente                                                      |
| Evergem                |                                       | Evergemnaar, Evergemmenaar                  | Evergems                              | Tevens gemeente                                                      |
| Ganshoren              |                                       | Ganshorenaar                                | Ganshorens                            | Tevens gemeente                                                      |
| Geel                   |                                       | Gelenaar                                    | Geels                                 | Tevens gemeente                                                      |
| Gembloers              | Gembloux                              | Gembloersenaar                              | Gembloers                             |                                                                      |
| Gemert                 | Gimmert                               | Gemertenaar                                 | Gemerts                               | Dorp in de gemeente Gemert-Bakel                                     |
| Genk                   |                                       | Genkenaar                                   | Genkers, Genker, Genks                |                                                                      |
| Gent                   |                                       | Gentenaar                                   | Gents                                 |                                                                      |
| Gentbrugge             |                                       | Gentbruggenaar                              | Gentbrugs                             | Deelgemeente van Gent                                                |
| Geraardsbergen         | Grammont                              | Geraardsbergenaar                           | Geraardsbergs                         |                                                                      |
| Halle                  |                                       | Hallenaar                                   | Hals                                  |                                                                      |
| Hamme                  | Hal                                   | Hammenaar                                   | Hams                                  |                                                                      |
| Harelbeke              |                                       | Harelbekenaar, Harelbekaan                  | Harelbeeks                            |                                                                      |
| Haspengouw             | Hesbaye                               | Haspengouwer                                | Haspengouws                           |                                                                      |
| Hasselt                |                                       | Hasselaar, Hasseltenaar                     | Hasselts                              | Tevens arrondissement                                                |
| Heist-op-den-Berg      |                                       | Heistenaar                                  | Heists                                | Tevens gemeente                                                      |
| Hemiksem               |                                       | Hemiksemnaar, Hemiksemmenaar                | Hemiksems                             | Tevens gemeente                                                      |
| Henegouwen             | Hainaut                               | Henegouwer                                  | Henegouws                             |                                                                      |
| Herent                 |                                       | Herentenaar                                 | Herents                               | Tevens gemeente                                                      |
| Herentals              |                                       | Herentalsenaar, Klokkenververs, Peestekers  | Herentals                             |                                                                      |
| Heverlee               |                                       | Heverleeënaar                               | Heverlees, Heverleese                 | Deelgemeente van Leuven                                              |
| Hingene                | d'Hinghene, Hinken                    | Hingenaar                                   | Hinges, Inges                         | Deelgemeente van Bornem                                              |
| Hoboken                |                                       | Hobokenaar                                  | Hobokens                              |                                                                      |
| Hoei                   | Huy                                   | Hoeienaar                                   | Hoeis                                 |                                                                      |
| Houthalen              |                                       | Houthalenaar                                | Houthalens                            |                                                                      |
| Ieper                  | Ypres                                 | Ieperaar, Ieperling                         | Iepers                                |                                                                      |
| Ingelmunster           |                                       | Ingelmunsteraar, Ingelmunstenaar            | Ingelmunsters                         | Tevens gemeente                                                      |
| Izegem                 | Pekkerstad, Borstelstad, Schoenenstad | Izegemmenaar                                | Izegems                               |                                                                      |
| Jette                  | (v/h) Sint-Pieters-Jette              | Jettenaar                                   | Jets                                  | Tevens gemeente                                                      |
| Kalmthout              |                                       | Kalmthoutenaar                              | Kalmthouts                            |                                                                      |
| Kapellen               |                                       | Kapellenaar                                 | Kapels                                |                                                                      |
| De Kempen              |                                       | Kempenaar                                   | Kempens, Kempisch                     | Landstreek en natuurgebied in de grensstreek van Nederland en België |
| Kessel-Lo              |                                       | Kesselaar                                   | Kessels                               | Deelgemeente van Leuven                                              |
| Knokke                 |                                       | Knokkenaar                                  | Knoks                                 | Deelgemeente van Knokke-Heist                                        |
| Koekelberg             |                                       | Koekelbergenaar                             | Koekelbergs                           | Tevens gemeente                                                      |
| Koersel                |                                       | Koerselaar                                  | Koersels                              | Deelgemeente van Beringen                                            |
| Komen                  | Comines                               | Komenaar                                    | Komens                                |                                                                      |
| Kortrijk               | Courtrai                              | Kortrijkenaar, Kortrijkzaan                 | Kortrijks                             |                                                                      |
| Kraainem               |                                       | Kraainemnaar, Kraainemmenaar                | Kraainems                             | Tevens faciliteitengemeente                                          |
| Lebbeke                | Lebbeek                               | Lebbekenaar                                 | Lebbeeks                              | Tevens gemeente                                                      |
| Lede                   |                                       | Ledenaar                                    | Ledes, Leeds                          | Tevens gemeente                                                      |
| Lessen                 | Lessines                              | Lessenaar                                   | Lessens                               |                                                                      |
| Leuven                 | Louvain                               | Leuvenaar                                   | Leuvens                               | Tevens gemeente                                                      |
| Liedekerke             | Likert                                | Liedekerkenaar                              | Liedekerks                            |                                                                      |
| Lier                   | Lierre Poort der Kempen               | Lierenaar Schapekop                         | Liers                                 |                                                                      |
| Lokeren                |                                       | Lokeraar                                    | Lokers                                |                                                                      |
| Lommel                 |                                       | Lommelaar                                   | Lommels                               |                                                                      |
| Londerzeel             |                                       | Londerzelenaar, Kiekenplukkers              | Londerzeels                           | Tevens gemeente                                                      |
| Luik                   | Liège                                 | Luikenaar                                   | Luiks, Luiker                         |                                                                      |
| Maldegem               |                                       | Maldegemmenaar                              | Maldegems                             | Tevens gemeente                                                      |
| Mechelen               | Malines                               | Mechelaar                                   | Mechels                               |                                                                      |
| Het Meetjesland        |                                       | Meetjeslander                               | Meetjeslands                          | Landstreek in Oost-Vlaanderen                                        |
| Menen                  | Menin                                 | Menenaar                                    | Meens                                 |                                                                      |
| Merelbeke              |                                       | Merelbekenaar                               | Merelbeeks                            |                                                                      |
| Merksem                |                                       | Merksemmenaar                               | Merksems                              | District van Antwerpen                                               |
| Meulebeke              |                                       | Meulebekenaar                               | Meulebeeks                            | Tevens gemeente                                                      |
| Moeskroen              | Mouscroun                             | Moeskroenenaar                              | Moeskroens                            |                                                                      |
| Mol                    |                                       | Mollenaar                                   | Mols                                  |                                                                      |
| Mortsel                |                                       | Mortselaar                                  | Mortsels                              |                                                                      |
| Namen                  | Namur                                 | Namenaar                                    | Naams                                 |                                                                      |
| Nijlen                 |                                       | Nijlenaar                                   | Nijlens                               | Tevens gemeente                                                      |
| Nijvel                 | Nivelles                              | Nijvelaar                                   | Nijvels                               |                                                                      |
| Ninove                 |                                       | Ninovieter                                  | Ninoofs                               |                                                                      |
| Oostende               |                                       | Oostendenaar                                | Oostends                              |                                                                      |
| Oostkamp               |                                       | Oostkampenaar                               | Oostkamps                             | Tevens gemeente                                                      |
| Oudenaarde             | Audenarde                             | Oudenaardenaar, Oudenaardist                | Oudenaards                            |                                                                      |
| Oudergem               | Auderghem                             | Oudergemmenaar                              | Oudergems                             | Tevens gemeente                                                      |
| Overijse               |                                       | Overijsenaar                                | Overijses                             | Tevens gemeente                                                      |
| Overmaas               | Landen van Overmaas                   | Overmazer                                   | Overmaas                              |                                                                      |
| Overpelt               |                                       | Overpeltenaar                               | Overpelts                             | Tevens gemeente                                                      |
| Poperinge              |                                       | Poperingenaar                               | Poperings                             |                                                                      |
| Rijsel                 | Lille                                 | Rijselaar, Rijselnaar                       | Rijsels                               |                                                                      |
| Roeselare              | Roulers                               | Roeselarenaar                               | Roeselaars                            |                                                                      |
| Ronse                  | Renaix                                | Ronsenaar                                   | Ronses                                | Tevens faciliteitengemeente                                          |
| Rumbeke                |                                       | Rumbekenaar                                 | Rumbeeks                              | Deelgemeente van Roeselare                                           |
| Schaarbeek             | Schaerbeek                            | Schaarbekenaar                              | Schaarbeeks                           | Tevens gemeente                                                      |
| Schilde                |                                       | Schildenaar                                 | Schildes                              | Tevens gemeente                                                      |
| Schoten                |                                       | Schotenaar                                  | Schoten                               |                                                                      |
| Sint-Andries           |                                       | Sint-Andriezenaar                           | Sint-Andries                          |                                                                      |
| Sint-Gillis            | Saint-Gilles                          | Sint-Gillenaar                              | Sint-Gillis                           | Tevens gemeente                                                      |
| Sint-Jans-Molenbeek    | Molenbeek-Saint-Jean, Molenbeek       | Sint-Jans-Molenbekenaar                     | Sint-Jans-Molenbeeks                  | Tevens gemeente                                                      |
| Sint-Joost-ten-Noode   | Saint-Josse-ten-Noode, Sint-Joost     | Sint-Joostenaar, Joost-ten-Nodenaar         | Sint-Joosts, Sint-Joost-ten-Noods     | Tevens gemeente                                                      |
| Sint-Katelijne-Waver   |                                       | Sint-Katelijne-Waveraar, Sint-Katelijnenaar | Sint-Katelijne-Wavers, Sint-Katelijns | Tevens gemeente                                                      |
| Sint-Kruis             |                                       | Sint-Kruizenaar                             | Sint-Kruis                            |                                                                      |
| Sint-Lambrechts-Woluwe | Sint-Lambrechts                       | Sint-Lambrechtenaar                         | Sint-Lambrechts                       |                                                                      |
| Sint-Niklaas           | Saint-Nicolas                         | Sint-Niklazenaar                            | Sint-Niklaas                          |                                                                      |
| Sint-Truiden           | Saint-Trond, Sintruin                 | Sint-Truidenaar                             | Sint-Truidens                         | Tevens gemeente                                                      |
| Terhulpen              | La Hulpe                              | Terhulpenaar                                | Terhulpens                            |                                                                      |
| Tielt                  |                                       | Tieltenaar                                  | Tielts                                |                                                                      |
| Tienen                 | Tirlemont                             | Tienenaar                                   | Tiens                                 |                                                                      |
| Torhout                |                                       | Torhoutenaar                                | Torhouts                              |                                                                      |
| Tubeke                 | Tubize                                | Tubekenaar                                  | Tubeeks                               |                                                                      |
| Turnhout               |                                       | Turnhoutenaar                               | Turnhouts                             |                                                                      |
| Ukkel                  | Uccle                                 | Ukkelaar                                    | Ukkels                                |                                                                      |
| Verviers               |                                       | Verviersenaar                               | Verviers                              |                                                                      |
| Veurne                 | Furnes                                | Veurnaar, Veurenaar                         | Veurns, Veurens                       |                                                                      |
| Vilvoorde              |                                       | Vilvoordenaar                               | Vilvoords                             |                                                                      |
| Vloesberg              | Flobecq                               | Vloesbergenaar                              | Vloesbergs                            |                                                                      |
| Voeren                 | Fourons                               | Voerenaar                                   | Voerens                               | Faciliteitengemeente                                                 |
| De Voerstreek          |                                       | Voerenaar                                   | Voerens                               | Landstreek in Belgisch Limburg                                       |
| Vorst                  | Forest                                | Vorstenaar                                  | Vorsts                                | Tevens gemeente                                                      |
| Het Waasland           | Het land van Waas                     | Wazenaar, Waaslander                        | Waas, Waaslands                       | Landstreek in Oost-Vlaanderen                                        |
| Waasten                | Warneton                              | Waastenaar                                  | Waastens                              |                                                                      |
| Waregem                |                                       | Waregemnaar, Waregemmenaar                  | Waregems                              |                                                                      |
| Watermaal-Bosvoorde    | Watermael-Boitsfort                   | Watermaal-Bosvoordenaar                     | Watermaal-Bosvoords                   | Tevens gemeente                                                      |
| Wemmel                 |                                       | Wemmelaar                                   | Wemmels                               | Tevens faciliteitengemeente                                          |
| Wervik                 |                                       | Wervikenaar, Wervikaan                      | Werviks                               |                                                                      |
| Westerlo               |                                       | Westelaar                                   | Westerloos                            | Tevens gemeente                                                      |
| Wetteren               |                                       | Wetteraar                                   | Wetters                               | Tevens gemeente                                                      |
| Wevelgem               |                                       | Wevelgem, Wevelgemmenaar                    | Wevelgems                             |                                                                      |
| Wezembeek-Oppem        |                                       | Wezembekenaar                               | Wezembeeks, Wezembeek-Oppems          | Faciliteitengemeente                                                 |
| Willebroek             |                                       | Willebroekenaar                             | Willebroeks                           | Tevens gemeente                                                      |
| Wilrijk                |                                       | Wilrijkenaar                                | Wilrijks                              |                                                                      |
| Wintam                 | Wintham                               | Wintamenaar, Wintamtammer                   | Hinges, Inges                         | Gehucht van Hingene                                                  |
| Woluwe (streek)        |                                       | Woluwenaar                                  | Woluws                                |                                                                      |
| Wondelgem              |                                       | Wondelgemnaar, Wondelgemmenaar              | Wondelgems                            | Deelgemeente van Gent                                                |
| Zaventem               |                                       | Zaventemmenaar                              | Zaventems                             |                                                                      |
| Zele                   |                                       | Zelenaar                                    | Zeels                                 |                                                                      |
| Zelzate                |                                       | Zelzatenaar                                 | Zelzaats                              |                                                                      |
| Zinnik                 | Soignies                              | Zinnikenaar                                 | Zinniks                               |                                                                      |
| Zonhoven               |                                       | Zonhovenaar                                 | Zonhovens                             |                                                                      |
| Zottegem               |                                       | Zottegemmenaar, Zottegemnaar                | Zottegems                             |                                                                      |
| Zwevegem               |                                       | Zwevegemmenaar, Zwevegemnaar                | Zwevegems                             | Tevens gemeente                                                      |